# The Deadlights
The Deadlights waren eine US-amerikanische Nu- und Alternative-Metal-Band aus Huntington Beach, Kalifornien, die 1998 gegründet wurde und sich 2001 auflöste.

## Geschichte
Die Band wurde 1998 gegründet. Sie bezog ihren Namen aus dem Roman Es von Stephen King, in dem die „Deadlights“ als Licht am Ende des Tunnels bei einer Nahtoderfahrung bezeichnet wird. Gegründet wurde die Band vom Sänger und Gitarristen Wilfred „Duke“ Collins und dem Schlagzeuger Jim Falcone. Ergänzt wurde die Besetzung durch den Bassisten Jerry Montano und den Gitarristen Billy Roan. Gegen Ende der 1990er Jahre spielte die Gruppe zusammen mit anderen kalifornischen Bands wie System of a Down und Coal Chamber. Daraufhin wurde 1999 ein Plattenvertrag bei Elektra Records unterzeichnet, worüber im Jahr 2000 das von Sylvia Massey produzierte, selbstbetitelte Debütalbum erschien. Nach der Veröffentlichung nahm die Band im selben Jahr am Ozzfest teil. Zudem wurden weitere Auftritte mit Coal Chamber, Type O Negative, Biohazard und Slipknot abgehalten. Anfang 2001 trennte sich das Label von der Band. Aufgrund von internen Spannungen kam es kurze Zeit später zur Auflösung der Band. Montano trat danach Nothingface bei. Im Jahr 2015 verstarb Collins an einer Heroin-Überdosis. Zu seinen Ehren hielten die verbliebenen Mitglieder am 19. März 2016 in Santa Ana ein Konzert ab, seinen Posten nahm Sean De La Tour von Death Division ein.

## Stil
Christian Graf schrieb in seinem Nu Metal und Crossover Lexikon, dass die Band „zur zweiten Garde der West Coast-Metaller“ gezählt habe, hinter Gruppen wie Coal Chamber, System of a Down und Fear Factory. Die Musik sei eine Mischung aus Power Metal und melodischem Rock. Zudem gab er eine Aussage von Montano wieder, in der er Gruppen wie Kiss, Metallica, Bad Religion und Dead Kennedys als Einflüsse der Mitglieder angab. Auch Joel McIver schrieb in The Next Generation of Rock & Punk Nu-Metal, dass die Band oft mit Coal Chamber, System of a Down und Fear Factory verglichen wurde. Wolf Kohl vom Metal Hammer bezeichnete die Band als melodischere Version von Bad Religion. Kevin Stewart-Panko von exclaim.ca schrieb in seiner Rezension zum Album, dass die Band sich nicht entscheiden kann, ob sie dem Nu Metal oder dem alternativen Radio-Rock angehören will. Letztendlich klinge sie, als wolle sie die zweite Grunge-Welle zurückbringen – wie eine weniger komplizierte Version von Tool.

## Diskografie
- 2000: The Deadlights (Album, Elektra Records)